# ماسایو شیرایشی
ماسایو شیرایشی (ژاپنی: 白石 益代) بازیکن فوتبال اهل ژاپن و عضو تیم ملی فوتبال ژاپن است که در تاریخ ۷ ژوئن ۱۹۸۱ میلادی اولین بازی ملی‌اش را انجام داد. او در ۴ بازی ملی حضور داشت و آخرین بازی ملی خود را در تاریخ ۶ سپتامبر ۱۹۸۱ میلادی انجام داد. ماسایو شیرایشی در بازی‌های ملی‌اش
گلی به ثمر نرساند.